# Stena Superfast VII (паром)
Stena Superfast VIII — (до августа 2011 года Superfast VII) скоростной круизный паром эстонской компании Tallink, построен в 2001 г. на верфи Howaltswerke Deutsche Werft AG в Киле в Германии, как и Superfast VIII, для компании Superfast Ferries, продан нынешнему владельцу в 2006 году и работал с перерывами из-за разразившегося в Европе кризиса до середины 2011 года на линии Хельсинки – Росток под эстонским флагом. Некоторое время в 2010 году судно простояло в отстое. Ситуацию спасла Stena Line, являющаяся одной из крупнейших судоходных компаний в мире, заявив весной 2011 года о намерении взять несколько простаивающих паромов Tallink в чартер. После соответствующего ремонта на польской верфи Remontowa в Данциге в августе-сентябре 2011 года был спущен флаг Эстонии и был поднят британский торговый флаг. Эстонский порт приписки на Балтийском море Палдиски сменился на британский Белфаст в Ирландском море.

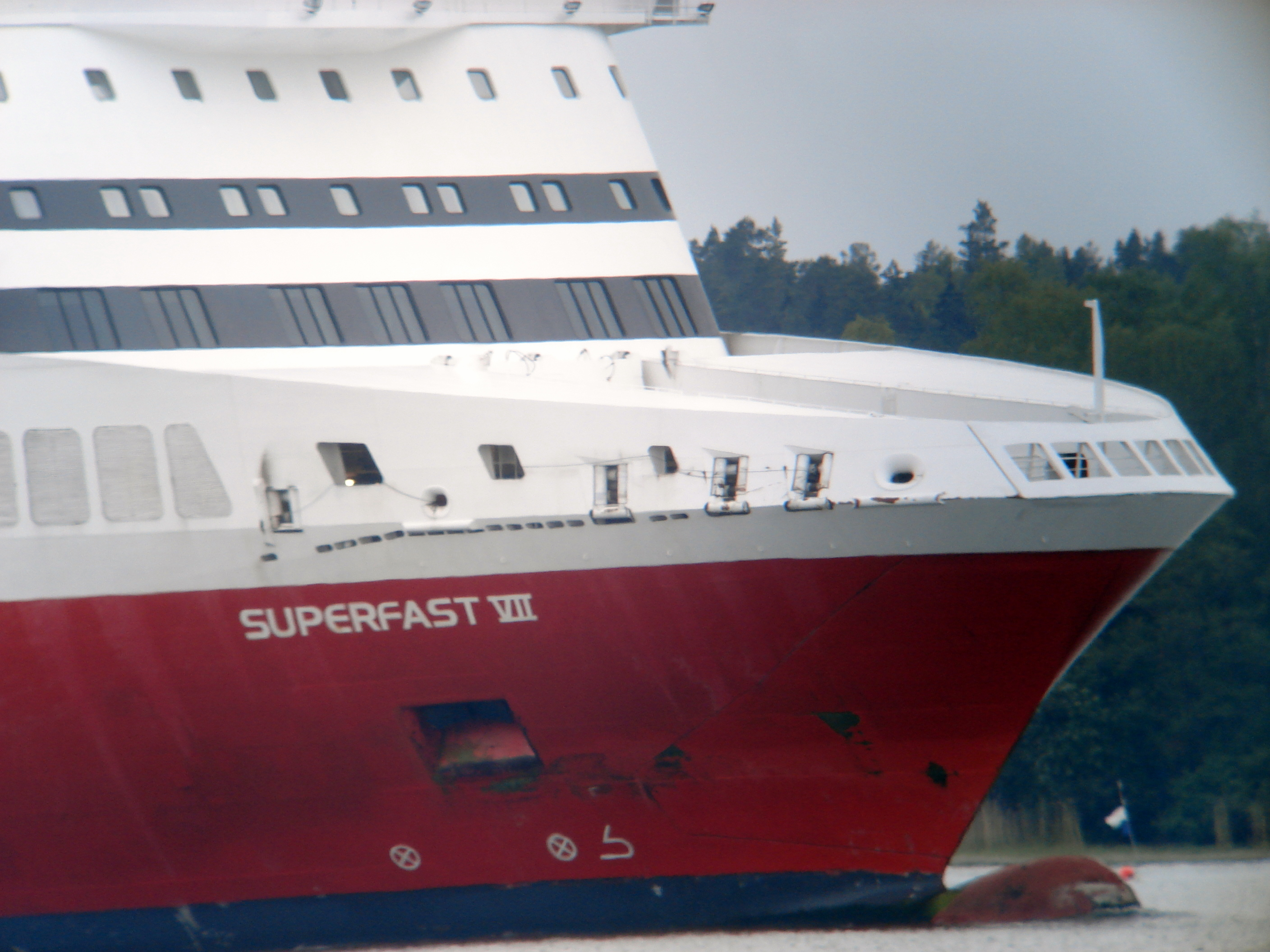